# Alison Oliver
Alison Oliver (Ballintemple, 3 giugno 1997) è un'attrice irlandese.

## Biografia
Figlia di una impiegata e un commesso, Alison Oliver è nata e cresciuta a Ballintemple, nella contea di Cork, assieme alle due sorelle maggiori. Dopo aver frequentato la Scoil Mhuire, una scuola privata per sole ragazze, ha frequentato la Lir Academy, parte del Trinity College di Dublino.
Negli anni dell'università, ha lavorato principalmente in produzioni teatrali, quali Image of an Unknown Young Woman, La commedia degli errori, Estate e fumo, Il mercante di Venezia, Nozze di sangue, Magpies, Sive, Thebans, Romeo e Giulietta, Rutherford and Son, Il giardino dei ciliegi, Sex in the 70s e Michael Collins: The Musical.
Dopo aver conseguito una Bachelor in Acting nel 2020, è stata selezionata per il ruolo della protagonista della miniserie televisiva Conversations with Friends. Nel 2023 ha esordito sul grande schermo nel film Saltburn e ha fatto il suo debutto sulle scene londinesi in Portia Coughlan, in cartellone all'Almeida Theatre.

## Filmografia

### Cinema
- Saltburn, regia di Emerald Fennell (2023)

### Televisione
- Conversations with Friends – serie TV, 12 episodi (2022)
- Best Interests, regia di Michael Keillor – miniserie TV, 4 puntate (2023)

## Doppiatrici italiane
- Lucrezia Marricchi in Saltburn
- Ludovica Bebi in Conversation with Friends